# Orinoco
Orinoco este un fluviu cu un debit de 35.000 m³/s, fiind ca mărime clasat pe locul patru în lume și după Amazon pe locul doi în America de Sud. Orinoco este situat în nordul Americii de Sud, în statele Venezuela și Columbia.
El are lungimea de 2.730 km, iar dacă se consideră și ramura de la izvor "Río Guaviare", atunci atinge lungimea de 3.010 km.
Debitul mare al fluviului se explică prin cantitatea mare de precipitații anuale între 1.000 mm și peste 4.000 mm ca și suprafața mare a bazinului de colectare de aproape 1.000.000 km². Cursul lui Orinoco se află în Anzii Cordilieri, aproape de ecuator, ca. 2/3 pe teritoriul Venezuelei și o treime în Columbia. În regiunea Orinoco predomină pădurile ecuatoriale și regiunile de savană umedă.

## Date generale
Izvorul
se află la altitudinea de 1.047 m deasupra n.m. la "Cerro Delgado Chalbaud" în munții "Sierra Parima" (1500 m) (2°19′5″N 63°21′42″V / 2.31806°N 63.36167°V)
Vărsare
la altitudinea de 0 m deasupra n.m. în Oceanul Atlantic (8°33′36″N 60°30′0″V / 8.56000°N 60.50000°V)
Debit
35.000 m³/s
Bazin de colectare
aproape 1000 km²
Afluenți
- Pe dreapta: Río Caura, Río Caroní
- Pe stânga: Río Guaviare, Río Vichada, Río Tomo, Río Meta, Río Arauca, Río Apure

Localități
Ciudad Bolívar, Ciudad Guayana, Puerto Ayacucho, Curiapo, Tucupita
Navigabil
ca.1.600 km
Curs
Orinoco are o lungime de 2.010 km, cu Río Guaviare 3.010 km. Cursul lui Orinoco este subîmpărțit în tronsoane, 
- regiunea izvoarelor se află în munții Sierra Parima (1500 m) un lanț muntos (350 km) care se întinde din sudvestul Guyanei până la granița Venezuelei cu Brazilia.
- "Alto Orinoco" sau "Paraguá" care este cursul superior prin munți pe o lungime de ca. 800 km.
- "Orinoco Medio", sau cursul mijlociu care lungimea de 1.760 km și începe de la gura de vărsare a afluentului său principal Río Guaviare. Pe acest tronson Orinoco primește apele unui număr mare de aflunți, debitul lui ajunge la 7.400 m³/s.
- "Orinoco Bajo", este cursul inferior al fluviului, ea fiind considerată de la podul Puente Mercosur care leagă Caicara și Cabruta. Debitul lu Orinoco este de 22.250 m³/s pe acest tronson primește printre altele, apele afluentului mai important Río Caroní. În regiune așezările omenești sunt mult mai dese, ca pe celelate tronsoane ale lui. Orașele mai mari fiind Ciudad Bolívar, și Ciudad Guayana.
- "Delta Orinoco", se îninde pe o suprafață de 19.000 km², având a lățime de 370 km.

Principalele brațuri de vărsare ale lui Orinoco în Atlantic fiind: Río Grande, Río Mañano, Caño Macareo. În regiunea deltei s-au găsit rezerve importante de petrol, lucrările de extragere a lui periclitează flora și fauna deltei.

## Istoric
Prima hartă geografică pe care apare Orinoco, datează din 1529, întocmită de cartograful portughez "Diego Ribero" (d.† 16 august 1533). În secolul XVIII are loc o expediție de cercetare pe cursul superior al lui Orinoco și ajunge până în valea lui Rio Negro, ea a fost conducerea lui José Solano. Geograful german Alexander von Humboldt, însoțit de botanistul francez Aimé Bonpland întreprind o expediție de cercetare pe Río Apure și ajung până pe cursul superior al lui Orinoco. Cei doi culeg date importante despre flora și fauna regiunii, deja atunci Humboldt stabilește că Río Guaviare este ramura principală dintre izvoarele lui Oronoco. Acest lucru a fost confirmat în 1951 de cercetătorii francezi și venezueleni.